# Letnia Uniwersjada 1997
19. Letnia Uniwersjada – międzynarodowe zawody sportowców-studentów, które odbyły się na włoskiej wyspie Sycylia. Impreza została zorganizowana między 20 a 31 sierpnia 1997 roku. W uniwersjadzie wzięło udział 3949 zawodników ze 124 krajów. Zawodnicy rywalizowali w 10 dyscyplinach. Głównym obiektem zawodów był Stadio Angelo Massimino w Katanii.

## Dyscypliny

### Sporty obowiązkowe
| - Gimnastyka sportowa - Koszykówka - Lekkoatletyka | - Piłka nożna - Piłka wodna - Pływanie - Piłka siatkowa | - Szermierka - Tenis - Skoki do wody |
| Sporty wymienne                                    |                                                         |                                      |
| - Gimnastyka artystyczna                           |                                                         |                                      |

## Polskie medale
Reprezentanci Polski zdobyli w sumie 7 medali. Wynik ten dał polskiej drużynie 24. miejsce w klasyfikacji medalowej.

### Złoto
- Anna Uryniuk – pływanie, 200 m stylem motylkowym - 2:12,39

### Srebro
- Katarzyna Teodorowicz, Magdalena Mróz-Feistel – tenis ziemny, debel

### Brąz
- Lidia Chojecka – lekkoatletyka, bieg na 1500 m - 4:12,38
- Mariusz Siembida – pływanie, 100 m stylem grzbietowym - 56,50
- Dagmara Ajnenkiel – pływanie, 100 m stylem klasycznym - 1:10,70
- Barbara Ciszewska – szermierka, szpada
- Bartłomiej Kurowski, Marek Jendryś, Tomasz Szklarski, Sebastian Wasiołka - szermierka, męska drużyna szpadzistów